# George Whitehill Chamberlain
George Whitehill Chamberlain (Waterford, Pensilvânia, 13 de agosto de 1839 — Salvador, 31 de julho de 1902) foi um missionário norte-americano, pioneiro na fundação da Igreja Presbiteriana do Brasil.

## Biografia
Formou-se no Seminário Teológico Union, em Nova York (1857-1859), trabalhando como professor.
Chamberlain mudou-se para o Brasil por recomendação médica, chegando ao Rio de Janeiro em 21 de julho de 1862. Trouxe uma carta de recomendação para o reverendo Alexander Blackford, que já trabalhava como missionário no Brasil. Esteve em São Paulo e no Rio Grande do Sul, visitando os campos missionários da Igreja Presbiteriana e trabalhando como professor de inglês.
Voltou ao Rio de Janeiro, em 23 de maio de 1864, para auxiliar o reverendo Ashbel Green Simonton no ministério junto à Igreja Presbiteriana do Rio de Janeiro.
Foi ordenado pastor pelo Presbitério Rio de Janeiro, em 8 de julho de 1866.
Em 1870, iniciou, junto com sua esposa Mary Chamberlain, as aulas da Escola Americana, o embrião daquilo que viria a se tornar a Universidade Mackenzie.
Faleceu vítima de câncer em 31 de julho de 1902, foi sepultado no Cemitério dos Ingleses em Salvador.